# Louise Hammarström
Louise (Lovisa) Katarina Hammarström (25 de maio de 1849 – 5 de novembro de 1917) foi uma química sueca. Foi a primeira química sueca formalmente treinada.
Louise Hammarström era filha de um vigário. Órfã em tenra idade, cresceu em uma ferraria em Dalarna, no centro da Suécia, onde se interessou por substâncias químicas. Foi aluna em Konstfack, estudou química em aulas particulares e, em 1875, trabalhou no laboratório do engenheiro Werner Cronquist em Estocolmo, onde atuou como assistente em 1876-1881. Foi então ativa como química mineral nas ferrarias de Bångbro (1881-1887), Fagersta (1887-1891) e Schisshyttan (1891-1893). Em 1893 abriu seu próprio laboratório, no qual se concentrou principalmente em minerais e estudos geológicos.